# Karnitin-O-acetiltranszferáz
A karnitin-O-acetiltranszferáz, más néven karnitin-acetiltranszferáz (CRAT vagy CAT) (EC 2.3.1.7) a CRAT gén által kódolt enzim, mely az alábbi reakciót katalizálja:
acetil-CoA + karnitin {\displaystyle \rightleftharpoons } CoA + acetilkarnitin
ahol a karnitin hidroxilcsoportjában cseréli le a hidrogénatomot az acetilcsoport.
Így az enzim szubsztrátjai lehetnek acetil-CoA és karnitin, termékei pedig CoA és O-acetilkarnitin. Ez erősen reverzibilis, és nem függ a szubsztrátok kötési sorrendjétől.
A CRAT-mRNS-ek különböző elhelyezkedését a sejtben okozhatja a CRAT gén alternatív splicingja, ezt a peroxiszomális és mitokondriális CRAT cDNS-ek divergens szekvenciái és a divergenciahelyen lévő intron is alátámasztja. A gén alternatív splicingja 3 különböző izoformát eredményez, ezek egyike N-terminális mitokondriális tranzitpeptidet tartalmaz, és mitokondriumokban található.

## Nómenklatúra
Ez az enzim a transzferáz, ezen belül nem aminoacilcsoportokat szállító aciltranszferáz. Szabályos neve acetil-CoA:karnitin O-acetiltranszferáz. További gyakori nevei acetil-CoA-karnitin-O-acetiltranszferáz, acetilkarnitintranszferáz, karnitin-acetil-koenzim A-transzferáz, karnitin-acetiláz, karnitin-acetiltranszferáz, karnitin-acetil-koenzim-A-transzferáz és CATC. Az enzim részt vesz az alanin és az aszpartát metabolizmusában.

## Szerkezet
A karnitin-acetiltranszferáz molekulatömege mintegy 70 kDa, és közel 600 aminosavat tartalmaz. A CRAT 2 doménből áll, egy N- és egy C-doménből, és 20 α-hélixet és 16 β-redőt tartalmaz. Az N-domén 8 szálas β-redő, melyet két oldalról 8 α-hélix vesz körül. A C-domént hatszálas vegyes β-redő és 11 α-hélix alkotja.
A két domén magjának szerkezete erősen hasonló, noha az aminosavaknak csak 4%-a felel meg egymásnak.

### Aktív hely
A His343 a CRAT katalitikus aminosava. Ez az enzim C- és N-doménje közt található a CRAT közepén. Két 15–18 Å-ös csatornával érhető el, mely ezt ellentétes oldalakról közelíti meg. E csatornákat használják a CRAT szubsztrátjai: az egyiket a karnitin, a másikat a CoA. A His343 oldallánca különös módon helyezkedik el, a δ1 nitrogénjének H-kötésével az aminosavak egyik karbonilcsoportján lévő oxigénhez.

### CoA-kötőhely
Mivel a CRAT CoA-t köt, nem acetil-CoA-t, feltehetően a CRAT hidrolizálhatja az acetil-CoA-t, mielőtt a CoA-csoporttal kölcsönhat a kötőhelyen. A CoA lineárisan kötődik, pantotenátkarja köt az aktív helyhez. Itt ennek terminális SH-csoportja és az ε2 nitrogén a katalitikus His343 oldalláncon hidrogénkötést mutat. A CoA 3’-foszfátja kölcsönhat a Lys419-cel és a Lys423-mal. Ezenkívül az Asp430 és a Glu453 közvetlen hidrogénkötést létesítenek. Bármelyikük mutációja csökkenti a CRAT-aktivitást.

### Karnitinkötő hely
A karnitin a CRAT-t részben hajtottan köti, HO- és CO-csoportja ellentétes irányba mutat. E hely a C-domén β-redőjéből és az N-domén bizonyos aminosavjaiból áll. A kötés után a karnitin egy oldala az enzimen kívül marad. A CoA-hoz hasonlóan a karnitin is a His343 ε2-nitrogénjével létesít H-kötést a 3-OH csoport révén. E CRAT-katalízis a karnitin esetén sztereospecifikus, ugyanis a 3-OH csoport sztereoizomerje nem tud eléggé kölcsönhatni a CRAT karnitinkötő helyével. A CRAT konformációja a karnitinkötés után kissé változik.

## Funkció

### Enzimmechanizmus
A CRAT aktív helyén lévő His343 bázis és képes deprotonálni a CoA tiol- vagy a karnitin 3’-hidroxilcsoportját a reakció irányától függően. A CRAT szerkezete ezt a His343 és a szubsztrátok közti hidrogénkötés létesítésével optimalizálja. A deprotonált csoport az acetil-CoA vagy -karnitin acetilcsoportját leválasztja. A reakció közvetlenül történik His343-acetil köztitermék nélkül.

#### Hidrolízis
A katalízis a két szubsztrát egyikével is végbemehet. Ha acetil-CoA vagy acetilkarnitin kötődik a CRAT-hoz, a másik kötőhelybe acetilcsoport-akceptorként víz kerülhet.

#### Szubsztrátasszisztált katalízis
A karnitin trimetilammónium-csoportja feltehetően segíti a CRAT katalízisét. Ez pozitív töltésű, stabilizálva a köztitermék oxoaniont. Ezt alátámasztja, hogy a karnitin pozitív töltése szükséges a katalízishez, bár az aktív helyhez kötéshez nem. Ezt trimetilammónium-csoport nélküli karnitinanalóggal igazolták. A vegyület képes volt versengeni a CRAT-kötésben, de nem tudott reakciót indukálni. A szubsztrátasszisztált katalízis a szintetikusszubsztrát-specificitás növelésének új lehetőségét adta.

### Biológiai funkció
A CRAT-aktivitás szükséges a sejtciklus G1 fázisból S fázisba lépéséhez.

## Klinikai jelentősége
Az öröklött CRAT-aktivitás-hiány súlyos szív- és neurológiai problémák magasabb kockázatát okozza.
Alzheimer-kór esetén csökkent CRAT-aktivitás mutatható ki.
A CRAT és enzimcsaládja fontos célpontok lehetnek a 2-es típusú cukorbetegség és más betegségek terápiás kezelésében.

## Kölcsönhatások
A CRAT kölcsönhatásba lép a NEDD8-cal, a PEX5-tel és a SUMO1-gyel.

## Fordítás
Ez a szócikk részben vagy egészben  a   Carnitine O-acetyltransferase című angol Wikipédia-szócikk ezen változatának fordításán alapul.  Az eredeti cikk szerkesztőit annak laptörténete sorolja fel. Ez a jelzés csupán a megfogalmazás eredetét és a szerzői jogokat jelzi, nem szolgál a cikkben szereplő információk forrásmegjelöléseként.